# Morti nell'822
| Questa pagina contiene informazioni ricavate automaticamente dalle voci biografiche con l'ausilio del template Bio e di un bot. L'aggiornamento è periodico e automatico e ricostruisce completamente la pagina. Se manca una persona in questa lista, sei pregato di non aggiungerla, ma accertati piuttosto che la sua voce biografica contenga il template Bio e che i dati anagrafici siano correttamente compilati. Se il template Bio manca, inseriscilo tu stesso o, in alternativa, metti l'avviso {{tmp\|Bio}} che ne segnala la mancanza. Se i dati riportati sono sbagliati, correggi direttamente la voce biografica; le modifiche saranno visibili in questa lista entro pochi giorni. Per chiarimenti vedi il progetto biografie. La lista contiene solo le 6 persone che sono citate nell'enciclopedia e per le quali è stato implementato correttamente il template Bio. Pagina aggiornata al 19 ott 2024. |

- 23 gennaio - Bono di Milano, arcivescovo italiano
- 21 maggio - Al-Hakam ibn Hisham, sovrano (n. 770)
- 4 giugno - Saichō, monaco buddhista giapponese (n. 767)
- Guinigisio I, nobile longobardo
- Tahir ibn al-Husayn, generale e funzionario persiano (n. 776)
- Al-Haytham ibn 'Adi, storico arabo (n. 738)